# Ativo não circulante
O ativo não circulante é um grupo contábil que inclui todos os bens de permanência duradoura, destinados ao funcionamento normal da sociedade e do seu empreendimento, assim como os direitos exercidos com essa finalidade.
O Ativo Não Circulante, pode ser compreendido como a nova denominação do ativo permanente, dada a partir da vigência da MP 449/08, é composto dos seguintes subgrupos:
- Ativo realizável a longo prazo
- Investimentos
- Imobilizado
- Intangível